# 梁家营镇
梁家营镇，原为梁家营乡，是中华人民共和国河北省保定市高碑店市下辖的一个乡镇级行政单位。2018年12月撤乡设镇。区划代码改为130684109。

## 行政区划
梁家营镇下辖以下地区：
梁北村、梁南村、蔡庄村、大石各庄村、小石各庄村、赵家庄村、湛杨庄村、方家庄村、陶辛庄村、幸福营村、徐家营村、罗家营村、史家镇村、苑辛庄村、龙各庄村、王家营村、巨水营村、东黄河村、孙马庄村、贾家营村、小商家营村和大商家营村。